# Марк Юний Пенн (претор)
Марк Ю́ний Пенн (лат. Marcus Iunius Pennus; умер после 201 года до н. э.) — римский политический деятель из плебейского рода Юниев. Упоминается только у Тита Ливия — как плебейский эдил в 205 году до н. э. и как городской претор в 201 году до н. э.
Сын Марка Юния того же имени стал консулом в 167 году до н. э.